# Montallegro
Montallegro es una comuna italiana ubicada en el consorcio municipal libre de Agrigento, en Sicilia. Tiene una población estimada, a fines de agosto de 2021, de 2399 habitantes.

## Evolución demográfica
| Gráfica de evolución demográfica de Montallegro entre 1861 y 2021 |
|                                                                   |
| Fuente ISTAT - elaboración gráfica de Wikipedia                   |